# 中華人民共和國醫療衛生

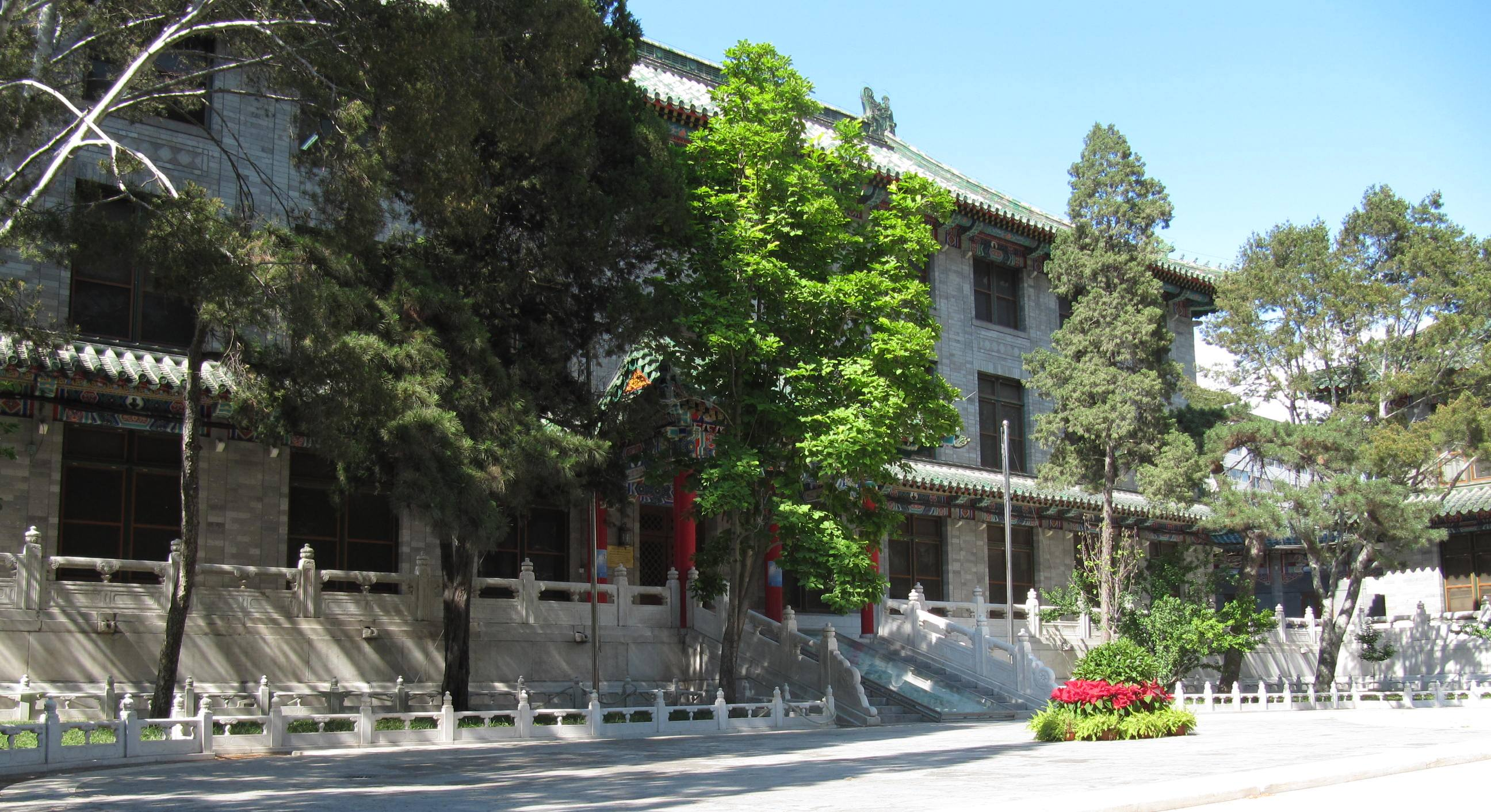
北京协和医学院（清华大学医学部）附属医院

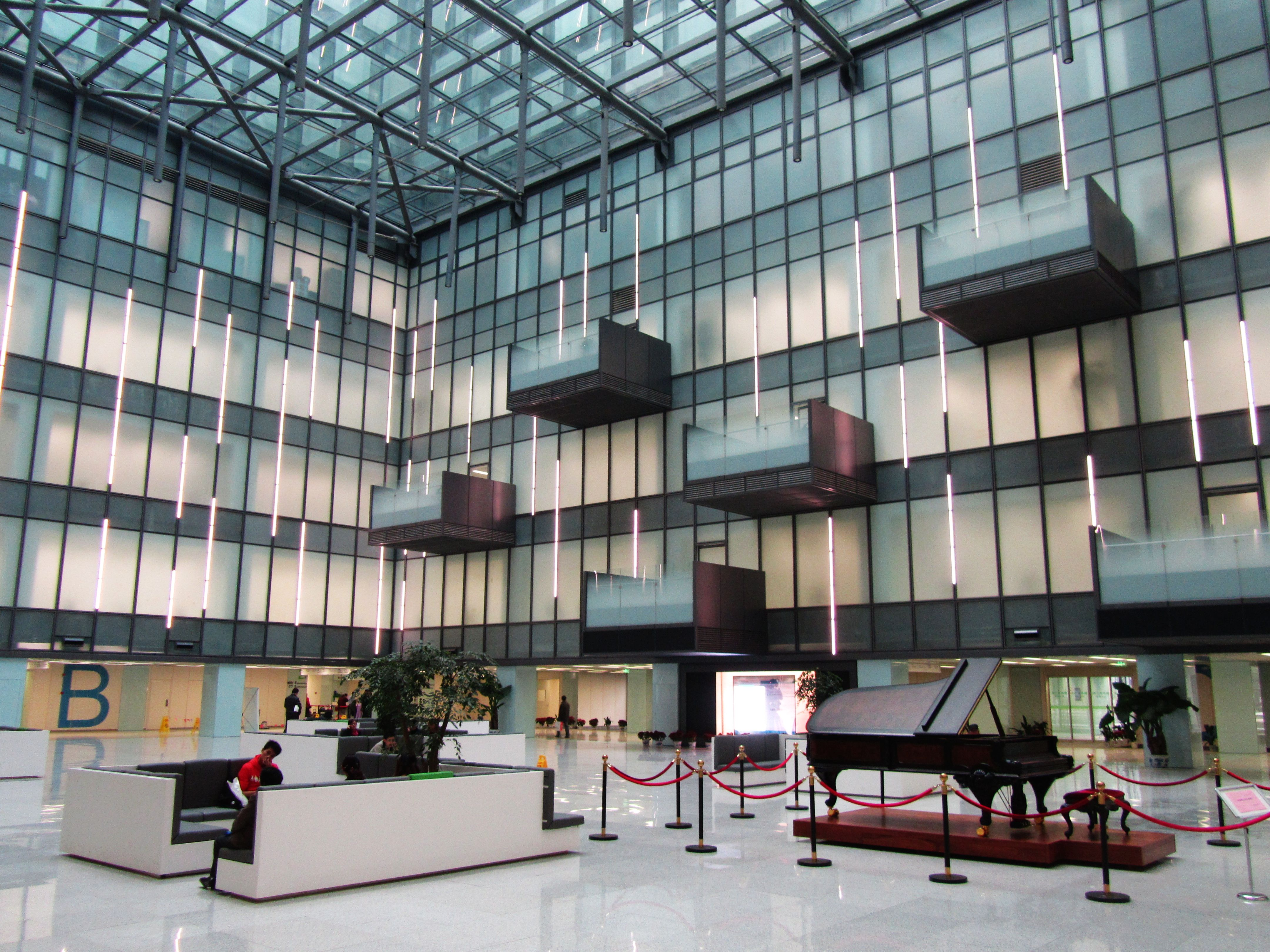
南京大学医学院附屬鼓樓醫院

中华人民共和国医疗卫生，介绍中华人民共和国建国以来的国民健康与医疗保障的发展状况。

## 历史

### 醫保
在1980年代以前，中華人民共和國所採取的是社會主義方式的封閉式福利，工人以及國家機關的工作人員享有醫療等福利待遇，農民则普遍享受农村合作医疗。
从1978年开始中国政府对医疗保障体系开始长期改革，1979年，卫生部、农业部、财政部、国家医药总局和全国供销合作总社联合下发通知，发布《农村合作医疗章程》，开始试点改革农村合作医疗制。1989年，中国农业合作医疗覆盖率下降到為4.8%，1995年為15%；1996年试点农村实行合作医疗的行政村占全国行政村总数的17.1%，覆盖率为9.6%，但全国发展极不平衡，主要集中在经济比较发达的沿海省市。1998年，中国87.4%的农民完全是自费医疗。2002年，中国试点农村合作医疗制度的覆盖率为9.5%。2003年开始了新型农村合作医疗（新农合），并开始每年对中西部地区参加新型农村合作医疗的农民按人均10元安排补助资金。截至2004年12月，全国共有310个县参加了新型农村合作医疗，有1945万户，6899万农民参合，参合率达到了72.6%。2003年，79.1%的农村人口无任何医疗保障。2005年，新型农村合作医疗试点1.56亿人。2010年的覆盖面达到农村的80%以上。2011年政府对新农合和城镇居民医保补助标准均由上一年每人每年120元提高到200元；城镇居民医保、新农合政策范围内住院费用支付比例达到70%左右。2012年起，各级财政对新农合的补助标准从每人每年200元提高到每人每年240元。當年中國城乡居民参保人数合计达到了12.95亿，覆盖了中国95%左右的人口。2013年新农合人均筹资水平达到340元，新农合资金达到2700亿元。
1988年3月，国务院批转了《国家体改委1989年经济体制改革要点》，指出，在丹东、四平、黄石、株洲进行城镇居民医疗保险试点，同时在深圳、海南进行社会保障制度综合改革试点，由此正式拉开了持续至今的医疗体制改革。1994年制定了《关于职工医疗制度改革的试点意见》在江苏省镇江市、江西省九江市开始了“两江试点”。并开始扩大试点区域截至1998年底，全国参加医疗保险社会统筹与个人账户相结合改革的职工达401.7万人，离退休人员107.6万人，该年的医疗保险基金收入达19.5亿元。在1998之后开始第二阶段的医疗改革，1998年12月，国务院召开全国医疗保险制度改革工作会议，发布了《国务院关于建立城镇职工基本医疗保险制度的决定》，并在1999年全国范围内建立覆盖全体城镇职工的基本医疗保险制度。劳动和社会保障部于2003年5月出台了《关于城镇职工灵活就业人员参加医疗保险的指导意见》，并于次年5月又出台《关于推进混合所有制企业和非公有制经济组织从业人员参加医疗保险的意见》，将灵活就业人员、混合所有制企业和非公有制经济组织从业人员以及农村进城务工人员纳入医疗保险范围。2003年，44.8%城镇人口无任何医疗保障，城镇职工参加基本医疗保险的约1.3亿人，享受公费医疗人数为5000万人。2006年起医疗保险制度将农民工列为覆盖人群。2007年决定开展城镇居民基本医疗保险制度试点。2005年7月国务院办公厅发布了《关于建立城市医疗救助制度试点工作的意见》开始施行国家医疗应急救治制度，2013年中国已全国施行国家医疗应急救治制度。

### 人均壽命
自改革开放以来，中国婴儿死亡率得到降低和预期寿命得以增加。2010年，中国孕产妇死亡率为30.0/10万，婴儿死亡率为13.1‰，提前实现联合国千年发展目标。中国2012年人均寿命73.5岁在185个国家中列第83位，中国政府曾计划2020年实现人均预期寿命达到77岁的目标，而在2018年已经实现这一目标，但当年人均预期健康寿命（健康调整预期寿命，HALE）则仅为68.7岁。2022年7月，国家卫健委表示中國人均预期寿命提高到77.93岁。

### 醫藥市場
中国也已成为卫生保健研究和开发的枢纽之一，从21世纪的第一个十年开始，中国成为与健康相关跨国公司的主要市场。如阿斯利康制药、葛兰素史克、礼来、默克进入中国市场后已经经历了爆炸式的增长。
國家醫療保障局成立後採用全國壟斷性統一談判技巧使藥商降價，多種肿瘤、糖尿病等治疗用药的降幅平均在65%左右，一些抗癌藥品談到了全球最低價。新版目录于2020年1月1日正式实施。
2018年以来，国家医疗保障局與中國有关部门進行药品带量采购。截至2022年2月11日，已开展6批药品带量采购，共采购234种药品。2022年7月12日，第七批国家组织药品集中采购開啟。2023年3月29日，第八批国家组织药品集中带量采购工作在海南投标和开标。2023年11月6日，第九批国家组织药品集中带量采购开标。11月16日，第九批国家组织药品集采中选的41种药品和价格公佈。

### 醫院
自1980年代以来，中華人民共和國政府逐步减少对公立医院的补贴，這使得中華人民共和國1.35万家公立医院必须自负盈亏，公立医院的收入依赖药品销售、高价药品和检查等技术服务。而公众自費的比例从1978年的20%到2000年时达到了60%，2000年政府支付的比例則为15%。2007年之后，财政醫療費用负担比例有一定上升，但仍然低于个人现金支出比例。2002年到2008年，随着医保覆盖水平的提升，公立医院的收入增长了3倍。从2008年到2012年，公立医院机构数减少了941所。2011年，公立医院营收中医疗服务逾50%，约40%营收来自药品，剩下的则来自其他收入以及政府补助。2011年，医疗费用个人支付比例下降至35.5%。
2022年2月，中國4部門推出《医疗机构检查检验结果互认管理办法》，推动实现不同医疗机构间的检查检验结果互认。办法于2022年3月1日起施行。
2014年，中国曾允许境外投资者在北京、天津、上海等7省市建立医院，但外资还是基本通过合资而非独资方式建立医院。2015年收紧政策，医疗机构列入限制类。2024年9月，政策再次放宽，允许设立外商独资医院（不含中医类医院、并购公立医院）。2024年，妙佑医疗国际在上海设立代表处，但不提供医疗服务，只是提供“协助患者安排旅行、住宿、账单和保险；为梅奥诊所提供一般指导；协助梅奥审查医疗记录；并协调未来的预约。他们还帮助将转诊医生和保险公司与梅奥诊所联系起来”。。
2024年11月，中國方面允许在北京、天津、上海、南京、苏州、福州、广州、深圳和海南全岛设立外商独资医院。

### 其他
2006年9月16日，前国家卫生部副部长殷大奎表示，根據中科院的调查报告，中国政府投入的医疗费用中，80%是为850万以党政干部为主的群体服务；另据监察部、人事部披露，全国党政部门有200万名各级干部长期请病假，其中有40万名干部长期占据了干部病房、干部招待所、度假村，一年开支约为500亿元。

## 医疗体系
根據2017年初国家衛生計生委发布的十三五發展綱要報告，截至2016年末，全国卫生相關人员总数达1117.3万人，年增長率約4.5%。全国醫療技術人員共845.4万人，其中执业(助理)医师319.1万人、注册护士350.7万人、管理人员48.3万人、工勤技能人员80.9万人、乡村医生和卫生员约100.0万人。2013年，中国拥有279.5万名执业（助理）医师（每千人口执业（助理）医师2.06名）和618.2万张医疗卫生机构床位数（每千人口医疗卫生机构床位数4.55张），其中医院457.9万张(占74.1%)，基层医疗卫生机构135.0万张(占21.8%)。2013年，人均卫生费用为2326.8元，卫生总费用占GDP百分比为5.57%。政府卫生支出9521.4亿元（占30.1%），社会卫生支出11413.4亿元（占36.0%），个人卫生支出10726.8亿元（占33.9%）。

### 基层医疗体系

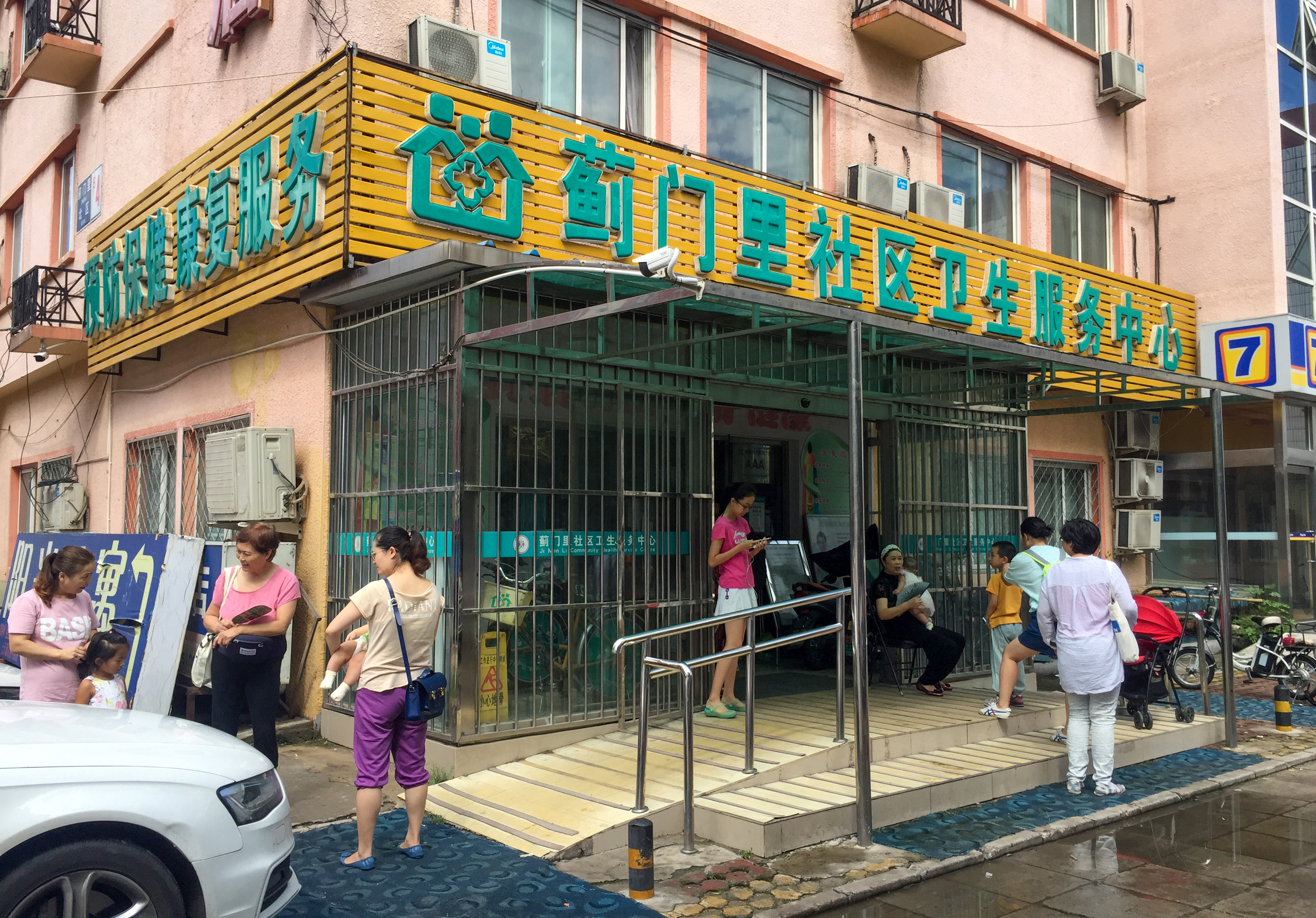
北京市海淀区北太平庄街道的一座社区卫生服务中心

1949年后，卫生部负责所有的卫生保健工作，制订技术规范和卫生标准并监督实施。随着国家、省、地方配套体系的建设，卫生部统筹规划了一个工业和国有企业医院和其他设施的网络，涵盖了企业职工的健康需要。在1981年，这个额外的网络负担国家大约百分之二十五的医疗服务。
通过三级医疗体系，在农村和城市提供医疗服务。第一级，是通过赤脚医生、2004年之后的乡村医生在农村提供医疗服务。他们提供预防、初级保健和一般医疗服务，每1000人平均有两名医生；乡村医生作为中国医疗卫生体系的重要组成部分，特别是对于农村而言，政府通过组织培训和年度执照考试提高乡村医生技能。第二级是乡镇卫生院，它主要为10000-30000人提供门诊服务，乡镇卫生院大约有十至三十张床位，最有资格的工作人员是助理医师。这两个基层体系构成了“农村医疗卫生服务体系”，为国家提供了大多数医疗保障服务。只有最严重的患者需要转至最后一级也是第三级医疗机构县医院，覆盖200,000至600,000人，医师为五年制医学院毕业。
统计表明，约80%的卫生资源集中在城镇，超过1亿的农村居民得不到及时的医疗服务
为了抵消这种不平衡，2005年中国设定了一个五年计划投资200亿元人民币由村卫生室和乡、县级医院农村三级卫生网来重建农村医疗服务体系。随着农村居民收入增加和政府加大对卫生的财政投入，农村家庭卫生服务的利用率有所增加。在城市地区，医疗保健人员被分配到工厂和社区卫生服务站。如需更多的专业护理，病人会被送到地区医院，最严重的情况则由市级医院处理。为了确保高水平的护理，一些国有企业和政府机构派遣员工直接到区、市医院。

### 医疗保险体系
2012年的一项研究指，城市医疗保险可保险范围也在增加，2011年中国超过95%人口拥有基本医疗保险，但城乡医疗费用和医疗质量之间差距仍然很大。医疗和药物费用过高、因病致贫等依然是改革課題。
自2006年以来，中国政府推行基本医疗保险体系。于2005年推出的新型农村合作医疗（新农合）医疗体系改革，使得农村的穷人得到更多实惠。在新型农村合作医疗制度下，8亿农村居民获得基本、多层次医疗保险覆盖，中央和省级政府承担30%-80%之间的定期医疗费用。
2013年起中国将全面施行一般诊疗费制度，既基层医疗（县级以下医疗机构）一般诊疗费原则上10元左右，并施行基本医疗报销。针对药物费用过高2013开始每个乡镇街道每3-10万人就至少有一所零差价的县级医疗机构，从这些机构里可以买到零差价药物，争取药物费用支出占总医疗费比例在30%左右。针对因大病突发导致的医疗费用2013年开始医疗报销后自付部分超过当地人均收入的大病将纳入大病保障范畴，使实际报销比例不低于50%。截止2019年, 13億5436万人拥有医保其中职工基本医疗保险人數為3億2926萬人, 报销比例为40%-100%。公民辦养老机构共3.4万个床位761.4万张。

## 中医药

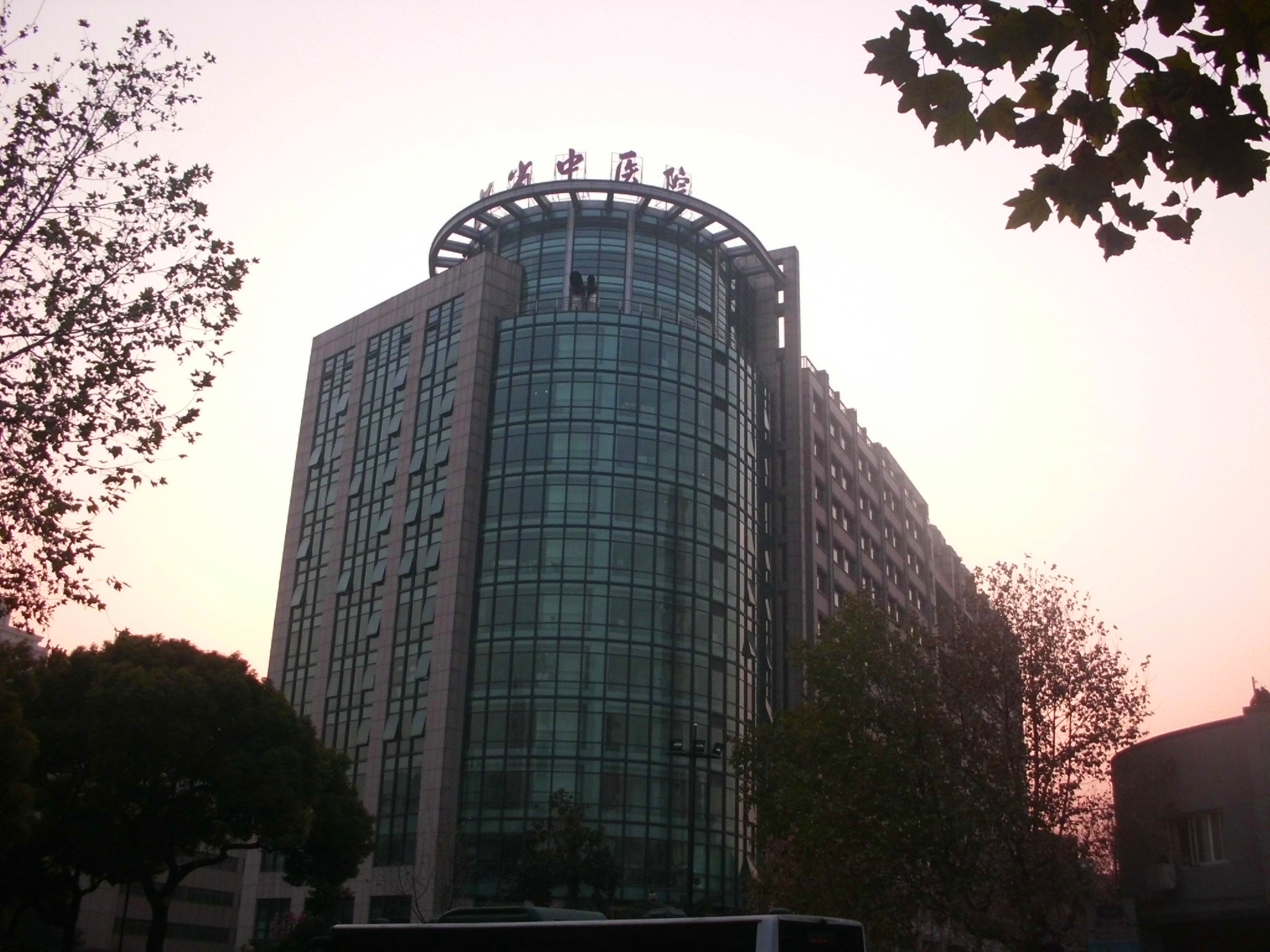
浙江省中医院

中国拥有现有文明记录最长的医学历史。传统中医的理论和方法已发展超过两千年。西方医学理论与实践在十九世纪至二十世纪进入中国，特别是通过传教士和洛克菲勒基金會的努力，共同创立了北京协和医学院。现今，中国传统医学同西方医学和医师，部分医师受到西医培养，成为中国药店和农村诊所的主要护理者。各种传统的预防性和修复等技术相结合的气功，柔和的锻炼和冥想，广泛开展职业卫生保健助理。
虽然中医是由中国领导的大力推动的保健方式，但在20世纪70年代至80年代西医获得越来越多的认可。例如，1976年至1981年，医师和药师学习西药的约增加了225,000人，助理西医医师的数量增加了约50,000。1981年约有516,000名医师西医，和290,000名受训的中医师。
传统医学依靠草药、针灸、按摩、艾灸（在穴位燃烧中药）、“拔火罐”（吸附局部皮肤表面）、气功（协调运动、呼吸和意识）、推拿（按摩）和其他独特的做法。这种方法被认为是治疗轻微的慢性疾病最有效的，部分原因是由于副作用轻。传统的治疗方法可用于更严重的情况，特别是对急腹症阑尾炎、胆结石、胰腺炎的传统治疗方法；有时用于与西医结合治疗。一种骨科治疗的传统方法，相比西医更少固定，继续在20世纪80年代被广泛应用。

## 疾病预防

### 饮用水安全
到2002年，92%的城市人口和8%的农村人口供水得到了改进，69%的城市人口和32%的农村人口改善了卫生设施。

### 烟草控制
中国大陆每年有120多万人死于烟草相关疾病。但在烟草销售方面，中国烟草总公司每年利税即达约六十亿人民币，烟草销量反而在逐年增长。

### 性教育与女性健康
受保守文化的影响，中国性教育滞后。许多中国人认为性教育应限于生物科学领域。当前，许多未婚少女迁入城市。避孕知识的缺乏导致越来越多妇女堕胎。
同时，国家基本公共卫生服务项目为促进城乡居民平等享有基本公共卫生服务提供了指导方针。孕产妇健康管理覆盖面的扩大使产妇死亡率大幅度下降，女性健康状况显著改善。据统计，中国孕产妇产前检查率96.6%，产后访视率94.6%，住院分娩率99.8%。孕产妇死亡率为十萬分之19.9。3岁以下儿童入系统管理率达91.1%。5岁以下儿童死亡率千分之10.2 ，嬰兒死亡率千分之7.5。

### 流行病
20世纪90年代中期河南的艾滋病灾难（河南血祸）可能是人类最大的健康灾难，涉及50万人。也波及了河北、安徽、山西、陕西、湖北和贵州等地。
严重急性呼吸系统综合症在2002年11月初在中国广东省河源市最早出现。三个月后广东主要媒体报道了部分地区先后发生非典型肺炎病例的情况，报道称：截至2月10日下午3时统计，共发现305例，死亡5例。医师蒋彦永向外界披露了中国大陆非典的严重疫情。截止2003年，全球共报告8096例病例，中国报告病例占总数66%并且死亡348人。2003年非典疫情结束。2004年，研制出非典疫苗并完成第一批人类志愿者临床测试。
2002年在中国爆发的非典疫情中表现中华人民共和国疾病监测系统落后，主要表现在疫情内容不完善、疫情信息不透明、疫情系统不畅通及资料资源共享度不高、疫情系统反馈机制不健全。疫情信息不透明使疫情初期控制不利。在积极方面，中国各级党政机关显示了惊人的动员力量。尽管在疫情爆发初期有新闻压制，疫情很快就被遏制，传染性非典型肺炎病例并没有出现。瞒报严重滞后了中国科学家对非典患者的隔离。2004年5月18日，世界卫生组织宣布中华人民共和国非典疫情已得到控制。
2019年12月，湖北省武漢市出現2019冠状病毒病，2020年1月肺炎疫情在全國範圍大規模爆發，引致武漢封城。1月29日，通報病例數超越SARS事件中國病例數，1月31日病例數破萬。2月2日，通報死亡數超越SARS事件中國大陸死亡總數。

### 营养
2000年至2002年，中国人均热量摄入量仅次于韩国居亚洲第二，高于日本、马来西亚和印度尼西亚。2003年，每日人均热量摄入量为2940卡路里卡路里（78%为蔬菜，22%为肉类）；是联合国粮食及农业组织推荐的最小需求量1.25倍。
根據聯合國兒童基金會《IMPROVING CHILD NUTRITION》的調查報告中指出，在2011年的營養不良負擔中，中國兒童發展遲緩的排行是聯合國裡的第四名，也負擔了全球兒童總發展遲緩率的5%。根據⟪中國兒童少年營養與健康報告2012⟫，中國官方指出目前生長發育水平是不斷提高的。以身高體重來看，1985-2010 年中國農村學生身高、體重都有了大幅度增長，男生平均身高增加了7.7厘米、體重增加了6.8千克；女生平均身高增加了5.8厘米、體重增加了4.2 千克。此外營養不良的檢出率也逐漸降低。即便如此農村地區兒童低體重率和生長遲緩率依舊為城市兒童的3-4 倍，而貧困地區又為城市的6-8倍。僅2010 年，6～12個月農村兒童貧血患病率就高達28.2%，20%的5歲以下貧困地區農村兒童生長遲緩。當時調查農村學生的營養仍存在諸多問題：貧困地區學生學生因膳食營養攝取不足而導致營養不良。將近一半的孩童每天不能保證吃到三頓飯。其中47.6%的孩童每天只能吃兩頓飯，66.4%的沒有早餐。根據2010年到2013年營養和健康狀況調查，發現普通農村現在生長遲緩的發生率仍然高達11.3%，而貧困地區生長遲緩的發生率高達19.5%。
營養不良除了是營養攝取不足影響之外，生活的衛生環境和水也有關。根據聯合國的«IMPROVING CHILD NUTRITION»的報告中，在中國都市與鄉村飲用水改善的房屋裝設水管覆蓋度，都市地區在1990與2010 年得覆蓋率都是在90%以上，但是在鄉村地區的在1990年的覆蓋率僅有12%，但是到2010年時上升到45%，雖然有較大的上升，但依舊比都市低許多。而在衛生設備相關的覆蓋度，都市地區從1990 年的48%上升到2010 的74%；鄉村地區則是從1990的15%提升到2010 的56%
。
中國國務院常务会议於2011年10月26日宣布啟動「農村義務教育學生營養改善計畫」，實際措施可分為四項:補助農村中小學生每人每天3元，每年總經費約160億，官方估計受益學生約2600萬人 。中央補助鼓勵地方貧困地區、民族和邊疆地區、革命老區自行籌劃營養改善計畫。統籌農村中小學校校舍改建，將學生食堂列為改建重點項目，改善就餐環境。提高家庭經濟困難寄宿學生小學生每天補助4元、中學生5元。
在2011年11月23日國務院辦公廳針對改善計畫提出《關於實施農村義務教育學生營養改善計畫的意見》，強調「食品安全」應為營養改善計畫的大重點，再者是計畫確實實施與領導。其內容大致上為：要求次級機關劃分明確部門與工作權責分配。提供創新供餐機制，不僅是校內中央廚房一途，而可以選擇個人或家庭的托餐。並鼓勵食材在地化、集體採購。立定嚴格管理規範。加強營養教育與強化監督與宣傳。
政府亦提供「國家嬰幼兒輔食營養包」2001年由中國疾病預防控制中心與國際生命科學學會中國辦事處的營養學家在五個國家貧困縣做營養包的開發測試，2008年制定頒布《輔食營養補助品通用標準》，2009年在9個鄉鎮實施營養包的發放，2014年增加此項目預算至5億，正式擴大免費發放至全國所有貧困地區6-24個月大的兒童。由廠商配送至區婦幼保健院，再由區婦幼保健院發放至各鄉鎮衛生所，再由其轉交給村衛生室或兒童看護人。
營養包內主要成分含有：維生素Ａ、Ｂ、Ｃ、Ｄ、鈣、鐵、鋅等等，希望藉此改善中國貧困縣幼童貧血與營養不良造成發育不全的問題。

### 睡眠不足
2016年至2019年发布的多份报告显示，超过3亿中国人有睡眠障碍，成年人失眠发生率高达38.2%，而全球睡眠障碍率仅27%；此外，6成以上90后觉得睡眠时间不足，6成以上青少年儿童睡眠时间不足8小时。

## 卫生国际合作
世界卫生组织宪章于1948年4月7日生效，当时的中华民国是世卫组织创始成员。
世卫组织中国办事处近年来大幅增加了活动范围，特别是2003年SARS大爆发后。世卫组织在中国的作用是为中华人民共和国政府的健康计划提供支持，与中国国家卫生和计划生育委员会和其他政府部门，以及与联合国系统内的其他组织密切合作。
中国政府在世卫组织的援助和支持下，加强了国家公共卫生服务的建设。将公共卫生作为五年规划的重要组成部分。政府承认，即使数千万人在中国繁荣的经济发展中受益，另外数千万人仍处于滞后状况，有许多人无法承担医疗费用。中国面临的挑战是扩大医疗保健体系的覆盖范围，缩小贫富差距，并创造更为公平的条件下，使更多人享受医疗保健体系。
与此同时，在国与国联系日益密切的情况下，中国已经承担起其对全球公共卫生的责任，包括加强监控系统，旨在迅速识别和解决感染性疾病，如非典型肺炎和禽流感的威胁。另一个主要威胁到中国的卫生健康事务挑战是艾滋病毒/艾滋病的流行。
世卫组织驻中国办事处工作人员与中国同行合作的战略重点：医疗保健系统的发展、免疫、结核病控制、艾滋病控制、母亲健康与儿童健康、损伤的预防、禽流感防控、食品安全、烟草控制、非传染病控制、环境与健康、传染病监测与应对
此外，当中国政府提出要求时，世界卫生组织的技术专家可以提供短期的支持。中国是世界卫生组织的一个积极的成员，并为全球和本区域卫生工作作出了宝贵贡献。来自中国的技术专家通过参与各种世界卫生组织的技术专家咨询委员会和小组，为世界卫生组织作出了贡献。
2020年5月，德国《明镜周刊》透露，根据德国联邦情报局调查，世界卫生组织总干事谭德塞与中共中央总书记习近平在1月21日通话时，被要求世卫不要发布冠状病毒人传人的讯息，及延後全球大流行的警告。德国的结论是由於中国下令封锁消息，全球损失4到6个星期的时间对抗病毒，如果不是中国隐瞒讯息，疫情会容易控制得多。2020年7月3日世卫组织召开新冠肺炎例行发布会，世卫组织卫生紧急项目负责人迈克尔瑞安表示疫情发生后中国相关机构立即与世卫组织驻华代表处联系，并第一时间向世卫组织证实了信息，所謂中國延後通報等西方小報相關報導無來源也無證據。

## 数据統計
中国的卫生指标包括全国的总和生育率为每名妇女一生平均生育1.181名子女（2010年第六次全国人口普查数据）和婴儿死亡率为每1000个活产婴儿未存活到1岁的为13.93（2010年第六次全国人口普查数据）。
1949年后，中国全体居民的健康有极大提升。以下为健康相关参量：
|                     | 1950  | 1960  | 1970 | 1980  | 1990 | 2000 | 2011 | 2018 |
| ------------------- | ----- | ----- | ---- | ----- | ---- | ---- | ---- | ---- |
| 预期寿命            | 41.6  | 31.6  | 62.7 | 66.1  | 69.5 | 72.1 | 75.0 | 77.1 |
| 总生育率            | 5.3   | 4.3   | 5.7  | 2.3   | 2.5  | 1.5  | 1.7  | 1.72 |
| 婴儿死亡率(千分)    | 195.0 | 190.0 | 79.0 | 47.2  | 42.2 | 30.2 | 12.9 | 6.1  |
| 5岁以下死亡率(千分) | 317.1 | 309.0 | 111  | 61.3  | 54.0 | 36.9 | 14.9 | 8.4  |
| 产妇死亡率(十萬分)  |       |       |      | 164.5 | 88.0 | 57.5 | 26.5 | 18.3 |

- 数据来源 《2019年国民经济和社会发展统计公报》[52][53]

|  | 由于已知的技术原因，图表暂时不可用。带来不便，我们深表歉意。 |

|  | 由于已知的技术原因，图表暂时不可用。带来不便，我们深表歉意。 |

2019年末全国医疗机构床位892万张，每千人口床位数達6.37张。
医院683万张(總量中76.1%)公立医院床位535.5万张，民营医院床位147.1万张。基层医疗卫生机构169万张(總量中18.9%)。
2016年底全国3.99万个乡村鎮共设3.7万个乡镇卫生院，床位122.4万张，村鎮卫生人员132.1万人，每千农村人口床位1.26張，顯著低於全國平均。
2016年乡镇卫生院诊疗人次为10.8亿人次，入院人数3800万人。
|  | 由于已知的技术原因，图表暂时不可用。带来不便，我们深表歉意。 |

|  | 由于已知的技术原因，图表暂时不可用。带来不便，我们深表歉意。 |

2019全年医疗机构总诊疗人次85.2亿人次，比2015年增加8.3亿人次（增长10%）2016年居民到医疗卫生机构平均就诊5.8次。醫院品質與營運能力分佈如下
| 醫院                           |                      |                      |
| 公立醫院：11891家              | 醫院 等級            | 三級：2681家         |
| 私立醫院：22081家              | 醫院 等級            | 二級：9478家         |
| 醫院總數：33972家 (含公私合營) | 醫院 等級            | 一級：11014家        |
| 醫院總數：33972家 (含公私合營) | 醫院 等級            | 未定級：10799家      |
| 基層衛生所                     |                      |                      |
| 性質                           | 政府公辦比例         | 政府公辦比例         |
| 社區衛生服務站：35176家        | 50.2%                | 50.2%                |
| 鄉鎮衛生院：36179家            | 98.6%                | 98.6%                |
| 村衛生室：620718家             | 100%                 | 100%                 |
| 診所和醫務室：242410家         | --                   | --                   |
| 公共衛生機構                   |                      |                      |
| 疾病防控中心：3456家           | 專科疾病中心：1131家 | 專科疾病中心：1131家 |
| 婦幼保健院：3068家             | 衛生計生機構：3106家 | 衛生計生機構：3106家 |

|  | 由于已知的技术原因，图表暂时不可用。带来不便，我们深表歉意。 |

- 2016年全国醫療总费用达46344.9亿元[23].人均卫生总费用3351.7元，卫生总费用占GDP百分比为6.2%。
  - 政府卫生支出13910.3亿元（占30.0%）
  - 社会卫生支出19096.7亿元（占41.2%）
  - 个人卫生支出13337.9亿元（占28.8%）

2019年前往公立医院诊疗人次28.9亿人次（占醫院類診療总数的85.2%），民营医院5.2亿人次（占醫院類診療总数的14.8%）
2019年醫療人員的工作負荷狀況如下，可明顯看出患者偏好前往公立的三級醫院。
| 院所       | 醫師日均 負擔人次 | 醫師日均 負擔住院床 | 病床使用率 | 病人平均住院日 |
| 以公私立別 |                   |                     |            |                |
| 公立醫院   | 7.6               | 2.6                 | 84.5%      | 9天            |
| 私營醫院   | 5.5               | 2.2                 | 62.8%      | 8.6天          |
| 以等級別   |                   |                     |            |                |
| 三級醫院   | 8.1               | 2.7                 | 97.7%      | 9.1天          |
| 二級醫院   | 6.9               | 2.7                 | 83.1%      | 8.6天          |
| 一級醫院   | 6.1               | 1.9                 | 57%        | 8.7天          |
| 鄉村醫療   | 9.5               | 1.6                 | 60.4%      | 6.6天          |

## 外部連結
- 在線專訪- 全面小康原則下貧困群眾醫保增強報銷制度 （页面存档备份，存于）
- 海峽兩岸健保對接提案（页面存档备份，存于）
- 海峽兩岸健保對接計畫（页面存档备份，存于）
- 台胞居住證與醫保連動（页面存档备份，存于）
- 一線城市醫保報銷比例（页面存档备份，存于）
- 各大慢性病醫保報銷額度釋疑（页面存档备份，存于）